# Байгужино
Байгужино (баш. Байғужа) — деревня в Зилаирском районе Республики Башкортостан Российской Федерации. Входит в состав Верхнегалеевского сельсовета.

## География

### Географическое положение
Расстояние до:
- районного центра (Зилаир): 90 км,
- центра сельсовета (Верхнегалеево): 12 км,
- ближайшей железнодорожной станции (Сибай): 123 км.

## Население
| 2002 | 2009 | 2010 |
| ---- | ---- | ---- |
| 275  | ↘268 | ↘253 |

Согласно переписи 2002 года, преобладающая национальность — башкиры (99 %).